# Joseph Banks
Sir Joseph Banks, Đệ nhất Nam tước, GCB, PRS (24 tháng 2 [lịch cũ 13 tháng 2] năm 1743 – 19 tháng 6 năm 1820), là một nhà tự nhiên học, nhà thực vật học người Anh và là người bảo trợ của các ngành khoa học tự nhiên.
Banks đã được biết đến khi tham gia chuyến thám hiểm năm 1766 lịch sử tự nhiên đến Newfoundland và Labrador. Ông đã tham gia vào chuyến hành trình vĩ đại đầu tiên của thuyền trưởng James Cook (1768-1771), thăm Brazil, Tahiti, và sau 6 tháng ở New Zealand, Úc, trở nên nổi tiếng ngay lập tức. Ông giữ vị trí chủ tịch của Hiệp hội Hoàng gia hơn 41 năm. Ông khuyên vua George III trên Royal Botanic Gardens, Kew, và bằng cách gửi các nhà thực vật trên toàn thế giới để thu thập các nhà máy, ông đã thực hiện Kew vườn thực vật hàng đầu thế giới.
Banks chủ trương định cư Anh tại New South Wales và thuộc địa của Úc, cũng như thiết lập vinh Botany là một nơi cho việc tiếp nhận các tù nhân, và tư vấn cho chính phủ Anh về mọi vấn đề của Úc. Ông được coi là người giới thiệu các cây bạch đàn, keo, và các chi mang tên ông, Banksia, với thế giới phương Tây. Khoảng 80 loài cây mang tên ông. Ông là người sáng lập hàng đầu của Hiệp hội châu Phi và là thành viên của Hiệp hội Dilettanti đó đã giúp thành lập Viện Hàn lâm Hoàng gia.